# Liste der Kulturdenkmale in Großdehsa
In der Liste der Kulturdenkmale in Großdehsa sind die Kulturdenkmale des Ortsteils Großdehsa der Großen Kreisstadt Löbau verzeichnet, die bis September 2024 vom Landesamt für Denkmalpflege Sachsen erfasst wurden (ohne archäologische Kulturdenkmale). Die Anmerkungen sind zu beachten.

## Liste der Kulturdenkmale in Großdehsa
| Bild                                    | Bezeichnung | Lage                   | Datierung | Beschreibung | ID       |
| --------------------------------------- | --- | ---------------------- | --- | --- | -------- |
| Weitere Bilder                          | Wohnhaus | Alte Straße 12 (Karte) | 1. Hälfte 19. Jahrhundert | Obergeschoss Fachwerk, baugeschichtlich von Bedeutung | 08960266 |
| Direkt Bild zu diesem Denkmal hochladen | Wohnstallhaus | Hauptstraße 8 (Karte)  | Um 1800 | Obergeschoss Fachwerk, teils verschiefert, baugeschichtlich von Bedeutung                                                                                              | 08960248 |
| Direkt Bild zu diesem Denkmal hochladen | Wohnhaus | Hauptstraße 9 (Karte)  | Um 1800 | Obergeschoss Fachwerk, baugeschichtlich von Bedeutung | 08960250 |
| Direkt Bild zu diesem Denkmal hochladen | Wohnhaus | Hauptstraße 16 (Karte) | 1. Hälfte 19. Jahrhundert | Obergeschoss Fachwerk, baugeschichtlich von Bedeutung | 08960249 |
| Direkt Bild zu diesem Denkmal hochladen | Wohnhaus und vier Seitengebäude eines Bauernhofes sowie Reste einer Parkanlage mit Brunnenring und Gedenkstein für den 18. Oktober 1913 | Hauptstraße 24 (Karte) | Bezeichnet mit 1835 (Inschrifttafel); bezeichnet mit 1847 (Inschriftentafel); 2. Hälfte 19. Jahrhundert (Herrenhaus); 18. Oktober 1913 (Gedenkstein) | Baugeschichtlich, wirtschaftsgeschichtlich und ortsgeschichtlich von Bedeutung                                                                                         | 08960251 |
| Direkt Bild zu diesem Denkmal hochladen | Wohnhaus | Hauptstraße 38 (Karte) | Um 1800 | Obergeschoss Fachwerk, baugeschichtlich von Bedeutung | 08960258 |
| Direkt Bild zu diesem Denkmal hochladen | Wohnhaus (Umgebinde) und zwei Seitengebäude eines Dreiseithofes                                                                         | Hauptstraße 40 (Karte) | 1. Hälfte 19. Jahrhundert, womöglich älter | Baugeschichtlich und wirtschaftsgeschichtlich von Bedeutung | 08960259 |
| Direkt Bild zu diesem Denkmal hochladen | Wohnhaus (Umgebinde), Scheune und Einfriedungsmauer eines Zweiseithofes                                                                 | Hauptstraße 48 (Karte) | 1. Hälfte 19. Jahrhundert | Baugeschichtlich und wirtschaftsgeschichtlich von Bedeutung | 08960260 |
| Direkt Bild zu diesem Denkmal hochladen | Wohnhaus | Hauptstraße 50 (Karte) | Um 1800 | Obergeschoss Fachwerk, baugeschichtlich von Bedeutung | 08960261 |
| Direkt Bild zu diesem Denkmal hochladen | Stützmauer | Hauptstraße 54 (Karte) | 19. Jahrhundert | Bestehend aus Feldstein, gestützt von Granitpfeilern, eine der beiden erhaltenen Mauern im Ort, straßenbildprägend von Bedeutung                                       | 08960262 |
| Direkt Bild zu diesem Denkmal hochladen | Wohnstallhaus und Stützmauer mit vorgelagertem Brunnenbecken                                                                            | Hauptstraße 60 (Karte) | 18. Jahrhundert (Wohnstallhaus); 1932 (Stützmauer)                                                                                                   | Wohnstallhaus mit Fachwerk, Langständerbau, baugeschichtlich und sozialgeschichtlich von Bedeutung                                                                     | 08960263 |
| Direkt Bild zu diesem Denkmal hochladen | Wohnhaus und Scheune eines Bauernhofes                                                                                                  | Hauptstraße 66 (Karte) | 1. Hälfte 19. Jahrhundert | Wohnhaus mit Fachwerkobergeschoss, baugeschichtlich und ortsbildprägend von Bedeutung                                                                                  | 08960264 |
| Direkt Bild zu diesem Denkmal hochladen | Zwei Wohnstallhäuser eines Dreiseithofes und Mauer neben der Einfahrt                                                                   | Teichweg 1 (Karte)     | 18. Jahrhundert und später | Beide Gebäude Umgebinde, die Obergeschosse teils verbrettert, im rechten Haus Blockstube noch mit Schiebeläden, baugeschichtlich und sozialgeschichtlich von Bedeutung | 08960253 |
| Direkt Bild zu diesem Denkmal hochladen | Häuslerhaus | Teichweg 9 (Karte)     | Um 1850 | Obergeschoss Fachwerk, teils verschiefert, baugeschichtlich und sozialgeschichtlich von Bedeutung                                                                      | 08960252 |
| Direkt Bild zu diesem Denkmal hochladen | Wohnstallhaus und ältere Stall- und Speicherzone in Fachwerk                                                                            | Wiesenweg 2 (Karte)    | 1663 Dendro (Speicher); 3. Drittel 19. Jahrhundert (Bauernhaus)                                                                                      | Wohnstallhaus massiv, Stall-Speicher Teil eines Vorgängerbaus in Langständergeschossbauweise, bau-, siedlungs- und wirtschaftsgeschichtlich von Bedeutung              | 09306953 |
| Direkt Bild zu diesem Denkmal hochladen | Wohnstallhaus (Reste von Umgebinde) | Wiesenweg 3 (Karte)    | 1. Hälfte 19. Jahrhundert | Obergeschoss Fachwerk, baugeschichtlich und sozialgeschichtlich von Bedeutung                                                                                          | 08960255 |
| Direkt Bild zu diesem Denkmal hochladen | Wohnstallhaus und Scheune mit zwei angebauten Seitengebäuden eines Vierseithofes                                                        | Wiesenweg 8 (Karte)    | Um 1850 | Wohnstallhaus mit Fachwerkobergeschoss, Scheune Holzkonstruktion, baugeschichtlich und wirtschaftsgeschichtlich von Bedeutung                                          | 08960254 |

## Ehemalige Denkmäler
| Bild                                    | Bezeichnung          | Lage                   | Datierung       | Beschreibung | ID       |
| --------------------------------------- | -------------------- | ---------------------- | --------------- | --- | -------- |
| Direkt Bild zu diesem Denkmal hochladen | Wohnhaus             | Hauptstraße 70 (Karte) | Um 1800         | Obergeschoss Fachwerk, ohne massive Anbauten, Relikt ländlicher Holzbauweise im Ort, baugeschichtlich von Bedeutung. Zwischen 2018 und 2024 aus der Denkmalliste gestrichen. | 08960265 |
| Direkt Bild zu diesem Denkmal hochladen | Wohnhaus (Umgebinde) | Postweg 1 (Karte)      | 18. Jahrhundert | Eingeschossig, Langständerbau, Wirtschaftsteil verbrettert, bau- und sozialgeschichtlich von Bedeutung. Zwischen 2008 und 2024 abgerissen.                                   | 08960256 |

## Tabellenlegende
- Bild: Bild des Kulturdenkmals, ggf. zusätzlich mit einem Link zu weiteren Fotos des Kulturdenkmals im Medienarchiv Wikimedia Commons. Wenn man auf das Kamerasymbol klickt, können Fotos zu Kulturdenkmalen aus dieser Liste hochgeladen werden:
- Bezeichnung: Denkmalgeschützte Objekte und ggf. Bauwerksname des Kulturdenkmals
- Lage: Straßenname und Hausnummer oder Flurstücknummer des Kulturdenkmals. Die Grundsortierung der Liste erfolgt nach dieser Adresse. Der Link (Karte) führt zu verschiedenen Kartendiensten mit der Position des Kulturdenkmals. Fehlt dieser Link, wurden die Koordinaten noch nicht eingetragen. Sind diese bekannt, können sie über ein Tool mit einer Kartenansicht einfach nachgetragen werden. In dieser Kartenansicht sind Kulturdenkmale ohne Koordinaten mit einem roten bzw. orangen Marker dargestellt und können durch Verschieben auf die richtige Position in der Karte mit Koordinaten versehen werden. Kulturdenkmale ohne Bild sind an einem blauen bzw. roten Marker erkennbar.
- Datierung: Baubeginn, Fertigstellung, Datum der Erstnennung oder grobe zeitliche Einordnung entsprechend des Eintrags in der sächsischen Denkmaldatenbank
- Beschreibung: Kurzcharakteristik des Kulturdenkmals entsprechend des Eintrags in der sächsischen Denkmaldatenbank, ggf. ergänzt durch die dort nur selten veröffentlichten Erfassungstexte oder zusätzliche Informationen
- ID: Vom Landesamt für Denkmalpflege Sachsen vergebene, das Kulturdenkmal eindeutig identifizierende Objekt-Nummer. Der Link führt zum PDF-Denkmaldokument des Landesamtes für Denkmalpflege Sachsen. Bei ehemaligen Kulturdenkmalen können die Objektnummern unbekannt sein und deshalb fehlen bzw. die Links von aus der Datenbank entfernten Objektnummern ins Leere führen. Ein ggf. vorhandenes Icon  führt zu den Angaben des Kulturdenkmals bei Wikidata.